# Death 'n' roll
Le death 'n' roll (un jeu de mots entre death metal et rock 'n' roll) est un sous-genre musical du death metal incorporant des éléments sonores extraits du hard rock. Il mêle grunts et riffs de guitare saturée à des éléments sonores issus du hard rock des années 1970 et du heavy metal,. Des groupes notables du genre incluent Entombed, Gorefest, Pungent Stench et The Cumshots.

## Histoire

### Origines
Au départ, le terme de « death 'n' roll » est associé au groupe Entombed. Par la suite, Daniel Ekeroth associe le style à un ancien groupe du nom de Furbowl. Après la sortie de l'album Wolverine Blues d'Entombed, le groupe devient associé à ce que la presse spécialisée appelle le « death 'n' roll », un terme qui suivra le groupe pour le reste de leur carrière,,,.
L'album Soul Survivor de Gorefest, sorti en 1996, est un autre exemple notable de death 'n' roll. L'album démontre un passage plus axé vers le rock classique. Son succès est également prouvé lors de leur tournée promotionnelle durant laquelle Gorefest reprend des chansons d'AC/DC, de Black Sabbath et Deep Purple,. Gorefest se sépare peu après la sortie de leur album Chapter 13, mais il se reformera sept ans plus tard. Deux de ces membres jouent dans Live & Dangerous, un groupe originaire des Pays-Bas dédié à Thin Lizzy.

## Débats
Confrontés au terme « death 'n' roll » lors des entrevues, les groupes de death metal réagissent avec scepticisme. LG Petrov d'Entombed explique : « On considère ça comme de la musique d'Entombed, si les gens la considèrent comme du death 'n' roll, alors qu'il en soit ainsi. Ca nous fait marrer, death 'n' roll, pourquoi pas ? Quand on écrit nos chansons, on ne pense pas à en faire un style particulier. » Pour Frank Harthoorn de Gorefest, le terme est « étrange, tout le monde dit que c'est du death n' roll. Pour moi c'est que du metal tout simple. Je crois pas qu'on joue un style différent des autres. »